# 莫驄
莫驄（1449年—1519年），字曰良，號東川，又號頤齋，直隸常州府無錫縣人。明朝政治人物。

## 生平
成化十年（1474年）甲午科應天鄉試第九十二名舉人，二十年（1484年）甲辰科二甲七十名進士。授兵部主事，升员外郎，弘治七年（1494年）兴王朱祐杬就藩湖廣安陸，兵部派遣莫驄治理車船，行者加倍索取馬车，莫骢不允，兴王因奏骢迟误，且不朝见，孝宗命錦衣衛逮治，贖杖還職。

## 家族
高祖莫能興；曾祖莫順昌；祖父莫文懋，義官。父莫愈。侄伯父莫息，南京工部主事。